# Іб'єка
Іб'єка (ісп. Ibieca) — муніципалітет в Іспанії, у складі автономної спільноти Арагон, у провінції Уеска. Населення — 110 осіб (2009).
Муніципалітет розташований на відстані близько 350 км на північний схід від Мадрида, 17 км на схід від Уески.

## Демографія
Динаміка населення (INE ):

## Галерея зображень

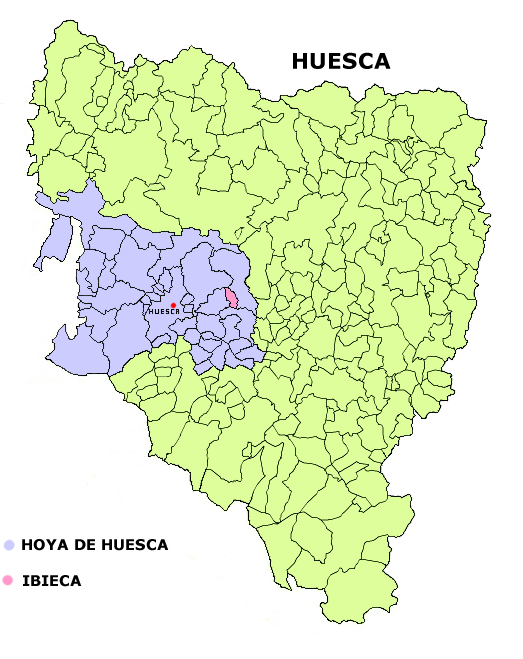
Розташування муніципалітету